# Dispio maroroi
Dispio maroroi är en ringmaskart som beskrevs av Robert Henry Gibbs 1971. Dispio maroroi ingår i släktet Dispio, och familjen Spionidae. Inga underarter finns listade.